# فرانسیس لاسکر برودی
فرانسیس لاسکر برودی (Frances Lasker Brody) (زادهٔ ۱۹۱۶ ـ درگذشت ۲۰۰۹)، حامی و طرفدار هنر، مجموعه‌دار آثار هنری و نوع‌دوست آمریکایی بود. او در پیشرفت حیات فرهنگی لس آنجلس به‌عنوان مؤسس و حامی مالی موزهٔ هنر این شهر و بعدها به‌عنوان پشتیبان و حامی اصلی کتابخانهٔ هانتینگتون، بسیار تأثیرگذار بود.
خانم برودی در ۱۲ نوامبر سال ۲۰۰۹ در سن ۹۳ سالگی درگذشت. وی همسر آقای سیدنی برودی، توسعه‌دهندهٔ مشاوران املاک بود که در سال ۱۹۸۳ درگذشت. همچنین او فرزندخواندهٔ مری لسکر، نوع‌دوست و حامی تحقیقات پزشکی بود که در سال ۱۹۹۴ درگذشت. خانوادهٔ برودی در خانه‌ای نوگرایانه در محلهٔ هولبی هیلز لس آنجلس زندگی می‌کردند. کوئینسی جونز معمار این خانه بود. همچنین وظیفهٔ طراحی دکوراسیون خانه برای نمایش مجموعه-های آثار هنری این زوج، برعهدهٔ ویلیام هاینس بود.

## اوایل زندگی
فرانسیس لاسکردر ۲۷ می سال ۱۹۱۶ در شیکاگو متولد شد. مادرش، فلورا لسکر، خواهرزادهٔ وارنر و پدرش، آلبرت لسکر، مؤسس شرکت تبلیغاتی لرد و توماس بودند. آلبرت لاسکردر دنیای تبلیغات فرد سرشناسی بود که عمدهٔ شهرتش به راه‌اندازی شرکت‌های تبلیغاتی دستمال کاغذی کلینکس، سیگار لاکی استرایک و آب پرتقال سانکیت برمی‌گشت. در سال ۱۹۳۷، فرانسیس در رشته‌های علوم سیاسی، ادبیات انگلیسی و تاریخ از دانشکدهٔ واسر فارغ‌التحصیل شد.
او بعد از فارغ‌التحصیلی مدت کوتاهی به‌عنوان مدل و فروشنده در یک فروشگاه لباس زنانه نزدیک شیکاگو کار می‌کرد. در طول جنگ جهانی دوم زمانی که داوطلبانه در آمبولانس ارتش خدمت می‌کرد، با سیدنی برودی، سرهنگ دوم آراستهٔ ارتش که در مأموریت‌های اروپا پرواز می‌کرد، آشنا شد. آن‌ها در سال ۱۹۴۲ با یک‌دیگر ازدواج کردند.
بعد از پایان جنگ، آن دو به لس آنجلس رفتند و در آنجا سیدنی برودی به‌عنوان توسعه‌دهندهٔ مراکز خرید، ثروت کلانی به دست آورد. او در سال ۱۹۸۳ درگذشت.

## مجموعهٔ آثار هنری و مزایده
به پیشنهاد پدر برودی و مادرخوانده‌اش، مری لاسکرکه پزشک نوع‌دوستی بود، فرانسیس و همسرش شروع به گردآوری آثار هنری کردند. وی به‌واسطهٔ همکاری با شورای هنری دانشگاه کالیفرنیا، لس آنجلس که اوایل دههٔ ۵۰ میلادی تأسیس شده بود، شیفتهٔ مجسمه‌های هنری مور شد. در سال ۱۹۶۹، او به مجلهٔ لس آنجلس تایمز در این باره چنین گفت: «سید آن را زیر درخت کریسمس گذاشت و خوب تا آن زمان حدس می‌زنم که ما گرفتار شده بودیم». او با همسر فقیدش، سیدنی، در تأسیس موزهٔ هنر لس آنجلس که در سال ۱۹۶۵ افتتاح شد، نقش مهمی ایفا نمود. همچنین سال‌های طولانی در شورای هنری دانشگاه کالیفرنیا، لس آنجلس عضویت داشت؛ شورایی که به تأسیس آن کمک و به‌عنوان رئیس آن خدمت کرد. در دوران ریاست وی، این شورا نمایشگاه بسیار مهمی از آثار پابلو پیکاسو به مناسبت هشتادمین سالروز تولد او یعنی در سال ۱۹۶۱ برگزار نمود. در سال ۱۹۶۶، فرانسیس لسکر با اخذ وام‌های بی‌سابقه از خانوادهٔ ماتیس، بانی برگزاری نمایشگاه بزرگ واپسگرایی ماتیس در دانشگاه کالیفرنیا، لس آنجلس بود که هنری سلدیس، منتقد مجلهٔ لس آنجلس تایمز، آن را «یکی از جاه‌طلبانه‌ترین نمایشگاه‌های که تابه‌حال به‌صورت محلی برگزار شده‌است» نامید.
برودی به‌مدت ۲۰ سال یکی از اعضای هیئت نظارت کتابخانهٔ هانتینگتون بود و در توسعه و رشد آغازین باغ‌چینی آن، نقشی کلیدی ایفا کرد.
ساتبیز و کریستیز به‌مدت چهار ماه برای مزایده‌ای به ارزش اولیهٔ ۱۵۰ میلیون دلار با یک‌دیگر رقابت کردند. مجموعهٔ برودی با ارزش کلی ۲۲۴٫۱۷ میلیون دلار موفقیتی بزرگ محسوب شد. به دلیل دلبستگی مفرط برودی به باغ، بخشی از درآمد فروش صرف هزینه‌های کتابخانهٔ هانتینگتون شد.
نقاشی «برهنگی، برگ‌های سبز و مجسمه» اثر پیکاسو، ارزش‌مندترین اثر هنری این مجموعه بود که تخمین می‌شد بیش از ۸۰ میلیون دلار به فروش برسد. این نقاشی با قیمت ۹۵ میلیون دلار به مزایده گذاشته شد و سرانجام بهای آن به ۱۰۶٫۴۸ میلیون دلار رسید. تابلو با رنگ‌های نفیس، آبی، شیرچای و سبز، معشوقهٔ هنرمند، ماری- ترز والتر را درحالی‌که عریان به خواب فرورفته، به تصویر کشیده‌است. بالای بدن او مجسمهٔ سرش روی یک پایه قرار دارد. زوج برودی، نقاشی را از دلالی نیویورکی به‌نام پاول روزنبرگ خریدند. روزنبرگ شخصاً این اثر را در سال ۱۹۳۶ از پیکاسو گرفته بود. پیکاسو در آن سال بوم‌های مختلفی از ماری- ترز والتر نقاشی کرد. یکی از آن‌ها تابلوی «رؤیا» بود که هم‌اکنون متعلق به صاحب کازینو، استیو وین است.
مجسمهٔ «گرنده تته مینس» ساختهٔ مجسمه‌ساز معروف آلبرتو جاکومتی در سال ۱۹۵۴، انتظار می‌رفت ۲۵ تا ۳۵ میلیون دلار به فروش برسد. مجسمهٔ برنزی «لا ماین» ساخته‌شده در سال ۱۹۴۸، ۲۵ میلیون دلار فروخته شد. تندیس برنزی یک گربه که آلبرتو جاکومتی در سال ۱۹۵۵ ساخته بود، ۲۰٫۸ میلیون دلار به فروش رفت.
نقاشی «لا تریله»، اثر ژرژ براک، با قیمت ۱۰٫۱۶ میلیون دلار رکورد جهانی فروش را ثبت کرد. مجسمهٔ برنزی «سوارکار»، اثر مارینو مارینی، با نام پیکولو کاوالیر به قیمت ۲٫۳۲ میلیون دالر، بیش از تمام تخمین‌های پیش‌بینی‌شده به فروش رفت. همچنین تابلوی «فمه آوشات اسیسه دانس اون فاتیول»، اثر پیکاسو در سال ۱۹۶۴ به مبلغ ۱۸ میلیون دلار به‌فروش رسید.

## خانه
در سال ۱۹۴۹، زوج برودی سفارش خانه‌ای نوگرایانه در هولمبی هیلز با معماری کوئینسی جونز و طراحی داخلی ویلیام هاینس را دادند. خانه ترکیبی از دو سبک متداول هم‌عصر است: معماری نوگرایانهٔ کالیفرنیا در اواسط قرن و طراحی داخلی نوگرایانه و پیچیدهٔ هالیوودی. خانه به محل گردهمایی نخبگان شهر، از خانواده‌های قدیمی لس آنجلسی مانند چندلرها گرفته تا ستارگان هالیوودی چون گری کوپر و جوآن کراوفورد، تبدیل شد و به‌عنوان ویترین مجموعه‌های هنری خیره‌کننده نیز به کار رفت.
به مدت کوتاهی پس از تکمیل خانه در سال ۱۹۵۲، برودی‌ها به آنری ماتیس سفارش یک نقاشی دیواری بزرگ با کاشی‌های سرامیک برای حیاط خانهٔ خود دادند که یکی از چند اثر معدود این هنرمند بود. در سال ۱۹۵۳، آن‌ها به فرانسه سفر کردند تا ماکت اولیهٔ او را بازبینی کنند. داستان مقاومت نجیبانهٔ فرانسیس در برابر اولین طراحی برش‌خوردهٔ ماتیس و این‌که چگونه او این هنرمند را ترغیب کرد تا طرح جایگزینی ارائه دهد اکنون تبدیل به افسانه شده‌است. سرانجام ماتیس یک نقاشی دیواری به ابعاد ۱۲ در ۱۱ فوت از کاشی‌های سرامیک برای حیاط ساخت که بعدها به موزهٔ هنر لس آنجلس اهدا شد.
در می سال ۲۰۱۰، همان هفته‌ای که مجموعهٔ آثار هنری برودی در حراج کریستیزدر نیویورک به نمایش درآمد، خانهٔ برودی برای فروش به مبلغ ۲۴٫۹۵ میلیون دلار عرضه شد. خانه‌ای به مساحت هزاروهفتاد مترمربع واقع در محلهٔ ۳۶۰ مپلتون درایو جنوبی، دیوار به دیوار عمارت پلی بوی ساخته‌شده در زمین ۲٫۳ هکتاری قرار دارد که شامل یک زمین تنیس و یک استخر همراه با مهمان‌خانه است. این خانه با طراحی داخلی نوگرایانه شامل پلکان معلق، پنجره‌های شیشه‌ای سرتاسری است که فضای نشیمن داخلی- خارجی را شکل می‌دهند و از روزگار خود بسیار جلوتر بود.
اواخر دسامبر سال ۲۰۱۰، خانهٔ برودی به مبلغ ۱۴٫۸ میلیون دلار به فروش رفت. سرمایه‌گذار/مالک آن به‌مدت سه سال با سازمان حفاظت لس آنجلس برای بازسازی خانه همکاری کرد. الن دی‌جنرس در سال ۲۰۱۴ این خانه را در معامله‌ای خارج از بازار ملک، به مبلغ ۳۹٫۸۸۸ میلیون دلار خرید.